# Saint Philbert de Grand-Lieu
Saint-Philbert-de-Grand-Lieu er en kommune i Loire-Atlantique-departmentet i vest Frankrig. Den har 6253 indbyggere (1999). Den ligger omtrent 400 km sydvestligt fra Paris. Det ligger desuden i Arrondissementet Nantes.
47°02′06″N 1°38′24″V / 47.035°N 1.64°V